# Ярки (Доволенский район)
Ярки — село в Доволенском районе Новосибирской области России. Административный центр Ярковского сельсовета.

## География
Площадь села — 156 гектаров

## Население
| 2002 | 2007 | 2010 |
| ---- | ---- | ---- |
| 728  | ↘631 | ↘587 |

## Инфраструктура
В селе по данным на 2007 год функционируют 1 учреждение здравоохранения, 2 образовательных учреждения.